# Enceinte du Quesnoy
L'enceinte du Quesnoy est un ancien ensemble de fortifications qui protégeait la ville du Quesnoy, dans le département du Nord, entre le Moyen Âge et le XXe siècle.

## L'enceinte moderne (1527-1654)

### Contexte
La création de l'enceinte moderne s'inscrit au cours des XVe et XVIe siècles dans une période d'affrontement entre le royaume de France et les ducs de Bourgogne qui se prolonge lorsque les territoires bourguignons passent à la maison de Habsbourg à la fin du XVe siècle à la suite du mariage de Marie de Bourgogne, fille de Charles le Téméraire, duc de Bourgogne avec Maximilien Ier de la maison de Habsbourg. À cette même époque, la guerre de Succession de Bourgogne à la fin du XVe siècle a entrainé la perte de la Picardie pour les Pays-Bas bourguignons avec un déplacement de la frontière vers le nord à la frontière avec l'Artois resté bourguignon.
Mais c'est surtout l'apparition puis la généralisation de l'artillerie au XVe siècle, ayant rendu obsolètes les fortifications médiévales, qui vont pousser ces deux puissances au cours du XVIe siècle à établir de nombreuses fortifications le long de leur frontière commune.

### Les trois premiers bastions
À partir de 1527, les travaux sont entrepris pour moderniser l'enceinte, trois bastions sont construits selon les nouvelles méthodes de fortification : le bastion de Croÿ (n°6) en hommage à Philippe II de Croÿ, gouverneur du Hainaut est construit au cours des années 1933 et 1934, le bastion de la Reine (n°4, plus tard appelé bastion Soyez) est construit au cours des années 1534 et 1535 et le bastion Impérial (n°1) l'est au cours des années 1535 à 1538. Le bastion de Croÿ, premier construit est de taille plus modeste que les deux autres. Ces derniers sont à flancs brisés avec des flancs casematés selon une conception typique des bastions construits dans les Pays-Bas au cours des années 1530 et 1540 (on peut les rapprocher du bastion Cardon à Valenciennes).
Ces premiers ouvrages ne sont pas prévus pour se flanquer mutuellement, mais dans une logique similaire à celle appliquée dans les autres villes des Pays-Bas à cette période pour renforcer des points faibles de l'enceinte.

### Ajouts ultérieurs
Dans les années suivantes, trois bastions sont rajoutés à l'enceinte entre 1538 et 1553. Le bastion Vert (n°8), construit au sud-ouest (à droite) de la porte Faurœulx et le second, le bastion César (n°3), construit à l'est de la porte de Valenciennes sont de taille plus importante que les trois premiers bastions construits au Quesnoy. Le bastion Vert est à flancs brisés, ses flancs sont par ailleurs dotés de places basses (on peut mettre en parallèle cette évolution de conception avec le bastion de Mons construit à Valenciennes à partir de 1546 même si celui-ci est à flancs casematés et non à places basses). Le bastion César comporte également des places basses mais semble être à flancs droits perpendiculaires à la courtine. Le troisième, future demi-lune des Suisses (n°15) est un demi-bastion, son flanc droit est comme pour les deux premiers à orillon avec une place basse dans le flanc, sa face vient se raccorder à son saillant sur une tour médiévale, parfois appelée tour de Baudouin l'édifieur (Boudouin IV de Hainaut) réutilisée pour l'ouvrage laquelle se raccorde à sa gauche sur la courtine vers le bastion de Croÿ.
Par la suite, des demi-lunes sont ajoutées, dont quatre devant les portes de la ville : de Valenciennes (13), de Flamengrie ou Impérial (n°10), de Faurœulx (n°9) et Saint-Martin (n°14),  une autre (n°18) est placée à gauche du bastion de Croÿ pour protéger le moulin du Gard. La porte de Flamengrie est cependant murée en 1543 sur ordre de Charles Quint. Les portes Saint-Martin et de Valenciennes issues du Moyen Âge sont conservées ainsi que différentes tours médiévales. Des ouvrages pour permettre l'inondation sont également rajoutés au cours de cette période.

## Le Quesnoy française (1654-1700)

### Le Quesnoy ville française
À la suite du siège de 1654, Le Quesnoy est occupée par les français et la ville devient officiellement française par le traité des Pyrénées de même que les places hennuyères d'Avesnes-sur-Helpe et Landrecies.
L'enceinte qui avait été volontairement détériorée par les espagnols avant leur départ ainsi que par le siège est réparée et la porte Saint-Martin est murée. Un premier projet de modernisation est proposé en 1659 par l'ingénieur La Touche mais reste sans suites à l'exception du bastion Royal (voir section suivante).

### Vauban au Quesnoy
En 1676, Louis XIV charge Sébastien Le Prestre de Vauban de moderniser l'enceinte dont les bastions ont maintenant plus de cent ans. Celui-ci élabore un projet dont il va confier l'exécution à Armand François. Le projet comprend en premier lieu la régularisation du tracé des courtines et du chemin couvert avec en parallèle le rajout de nouveaux ouvrages et le remaniement de ceux existants.
Sur le front nord-est (n°1-3) déjà en 1668 ou en 1676, un bastion, le bastion Royal (n°2) est ajouté entre les bastions Impérial et César. Ce bastion est placé légèrement en avant du corps de la place, à flancs droits, ceux-ci sont reliés à l'ancienne courtine. Il est surmonté d'un cavalier et doté d'abris. Les deux demi-lunes présentes à cet endroit (n°10 et 11) sont maintenues et leur plan légèrement modifié. Le fossé situé devant les faces du bastion Royal et des deux demi-lunes 10-11 est plus haut qu'au niveau de la courtine, le bastion étant construit sur l'ancien fossé de la courtine, il obstrue dès lors l’écoulement de l’eau. Pour pallier cela, un aqueduc est construit à travers le bastion Royal pour permettre la bonne circulation de l'eau. Plus au nord, une contre-garde (n°12) est ajoutée devant le bastion César.

Bastion à orillons du premier système de Vauban.

Trois bastions sont agrandis selon le premier système de Vauban, les flancs gauche des bastions Soyez (de la Reine) et César ainsi que le flanc droit du bastion Impérial sont transformés en flanc à orillon en englobant les anciens flancs (aucune poterne n'est cependant ajoutée), les flancs non modifiés et leurs poternes sont conservés. Le flanc droit du bastion César est également modifié, la place-basse est supprimée, et le bastion est doté d'une poudrière.
Sur le front nord-ouest, l'étang est intégré dans la ligne de défense (il était placé auparavant devant le glacis), l'ancien glacis devant la face gauche du bastion Soyez est également transformé en une demi contre-garde non revêtue (future contre-garde des Hollandais n°15) mais reste rattachée au glacis. Devant la courtine l'ancienne demi-lune (14) est précédée d'une lunette (19).

Bastion à flancs droits du premier système de Vauban.

Le front sud-ouest est totalement remanié, la courtine est reculée vers la ville (entrainant la démolition de certaines maisons), le demi-bastion des Suisses (n°15) est détaché de la courtine et transformé en demi-lune, protégé par une nouvelle contre-garde (16). Le bastion de Croÿ est également supprimé. Le nouveau front est composé de deux nouveaux bastions à flancs droits selon le premier système de Vauban, le bastion de Saint-Martin (n°5) au nord et du Gard (n°6) au sud, ce dernier remplaçant celui de Croÿ. La courtine est protégée par une tenaille simple revêtue. Le moulin du Gard auparavant placé à gauche du bastion de Croÿ est déplacé entre la nouvelle courtine 5-6 et la tenaille. Deux poternes sont percées dans ce nouveau front, la première au centre de la courtine 5-6 pour accéder au moulin du Gard, la seconde au coin du flanc gauche du bastion du Gard. Le bastion du Gard est également doté d'une poudrière.
Sur le front sud, Vauban outre la régularisation de la courtine construit un demi-bastion du château (no 7, parfois appelé demi-bastion « du Gard ») qui entoure le château, il maintient les deux demi-lunes (n°18 du Gard et 17), la construction du demi-bastion entraine néanmoins la destruction d'une ancienne demi-lune placée en avant de la courtine du château. Il ne modifie pas non plus le bastion Vert (n°8) qui conserve ses orillons et places basses.
Enfin sur le front sud-est, aucune grande modification n'est faite, la porte Faurœulx est conservée, comme sur les autres fronts le tracé de la courtine est régularisé, le flanc droit du bastion Impérial modifié (voir ce paragraphe plus haut) et la demi-lune de Forest (n°9) est revêtue.

### Les projets de 1698 et 1701

Plan de 1710 avec en pointillés les différents ouvrages du projet de 1698.

En 1698, Vauban propose un projet d'amélioration de l'enceinte par l'adjonction d'un ouvrage à cornes devant le bastion Royal de tenailles devant les courtine 6-7 et 7-8, de réaliser un second ouvrage à cornes pour englober le faubourg Faurœulx (lequel doit également comporter des bastions sur ses flancs) et divers autres améliorations,. En 1701 il propose d'ajouter deux ouvrages détachés devant les bastions du Château et Saint-Martin affectant la forme d'un ouvrage à cornes mais également dotés de demi-bastions et de tenailles sur ses côtés. Aucun de ces projets n'est cependant réalisé.

## LesXVIIIeetXIXesiècles

### Les ajouts duXVIIIesiècle

Plan de 1787

Divers rajouts et modifications sont effectuées au cours du XVIIIe siècle sans grandement modifier l'enceinte :
- en 1702, un ouvrage à cornes est proposé devant l'ancienne porte Saint-Martin en remplacement du projet de 1701 ;
- en 1710, on propose de remplacer les ouvrages détachés du projet de 1701 par quatre lunettes et en 1711 ou 1712 on construit cinq lunettes en avant de la courtine 4-5[note 13], elles vont être abandonnés plus tard au cours du siècle ;
- en 1712, deux demi-lunes non revêtues sont construites  en avant de la courtine 7-8 entre la demi-lune 17 et la demi-lune du gard (18)[note 14] ;
- à la suite du siège de 1712 des travaux de réparation sont menés ;
- en 1713, lors de l'occupation hollandaise du Quesnoy, ceux-ci construisent un ouvrage à cornes non revêtu doté d'une demi-lune englobant le faubourg Faurœulx (provoquant la destruction d'une redoute antérieure présente à cet emplacement) ;
- entre 1713 et 1719, est construite la contre-garde Saint-Martin (18) devant le bastion du même nom ;
- en 1720, est construite la contre-garde Impériale devant le bastion du même nom, elle est dotée d'une contremine, la contre-escarpe du chemin  couvert est également dotée d'une contremine ;
- en 1731, la demi contre-garde des Hollandais (15) est totalement détachée du glacis et revêtue ;
- dans la seconde moitié du XVIIIe siècle, les tours de la porte Faurœulx ainsi que la tour à gauche de la porte de Valenciennes sont également supprimées (une poterne est percée à l'emplacement de cette dernière) ;
- en 1743, un nouvel ouvrage à cornes mais revêtu est construit pour protéger le faubourg Faurœulx en remplacement de l'ancien ouvrage en terre hollandais. Dans les années suivantes, l'ouvrage n'est pas terminée, le plan est modifié au cours de la construction et les flancs sont construits avec des brisures.
- la contre-garde du Gard (22) est construite devant le bastion du même nom ;
- la demi-lune du Gard est complétée d'une seconde ligne et devient une demi-lune avec réduit (23-24) ;
- l'ancienne porte Saint-Martin enfouie sous la courtine est transformée en four pour à pain ;
- la courtine 4-5 est modifiée en englobant l'ancienne porte Saint-Martin dans le rempart[note 12] ;
- trois réduits de place d'armes sont également construits sur le front sud-ouest (30, 31, 32) ;
- le bastion Vert (8) voit ses orillons supprimés et vers 1769, une casemate à deux embrasures est rajoutée dans la face droite.
- la place dispose par ailleurs à la fin du XVIIIe siècle de nombreuses contremine dans les contre-escarpes des chemins couverts du front est ainsi que dans les contre-gardes n°10, 13 et 22 ;
- par ailleurs elle est dotée au cours du XVIIIe siècle de traverses sur les chemins couverts et de caponnières au fond des fossés secs.

### Les ajouts duXIXesiècle
Au cours du XIXe siècle très peu de modifications sont apportées :
- en 1856, la demi-lune de Valenciennes (14) et la contre-garde des Hollandais (15) sont reliées par un ouvrage casematé servant au flanquement de leurs fossés ;
- un ouvrage similaire est construit sur le flanc gauche de la demi-lune 11 et la structure de l'ouvrage est profondément modifiée ;
- d'autres réparations sont menées sur les ouvrages notamment sur la contre-garde César (entrainant probablement la suppression de sa contremine) ;
- la contre-garde Impériale semble avoir été dotée d'une poterne couverte en remplacement d'un  passage à l'air libre ;
- la salle souterraine et la poterne dans la tour médiévale de la demi-lune des Suisses a probablement été rajoutée à cette période ou à la fin du XIXe siècle.

## Les dernières années (1878-1901)

### Premier déclassement et remise en service

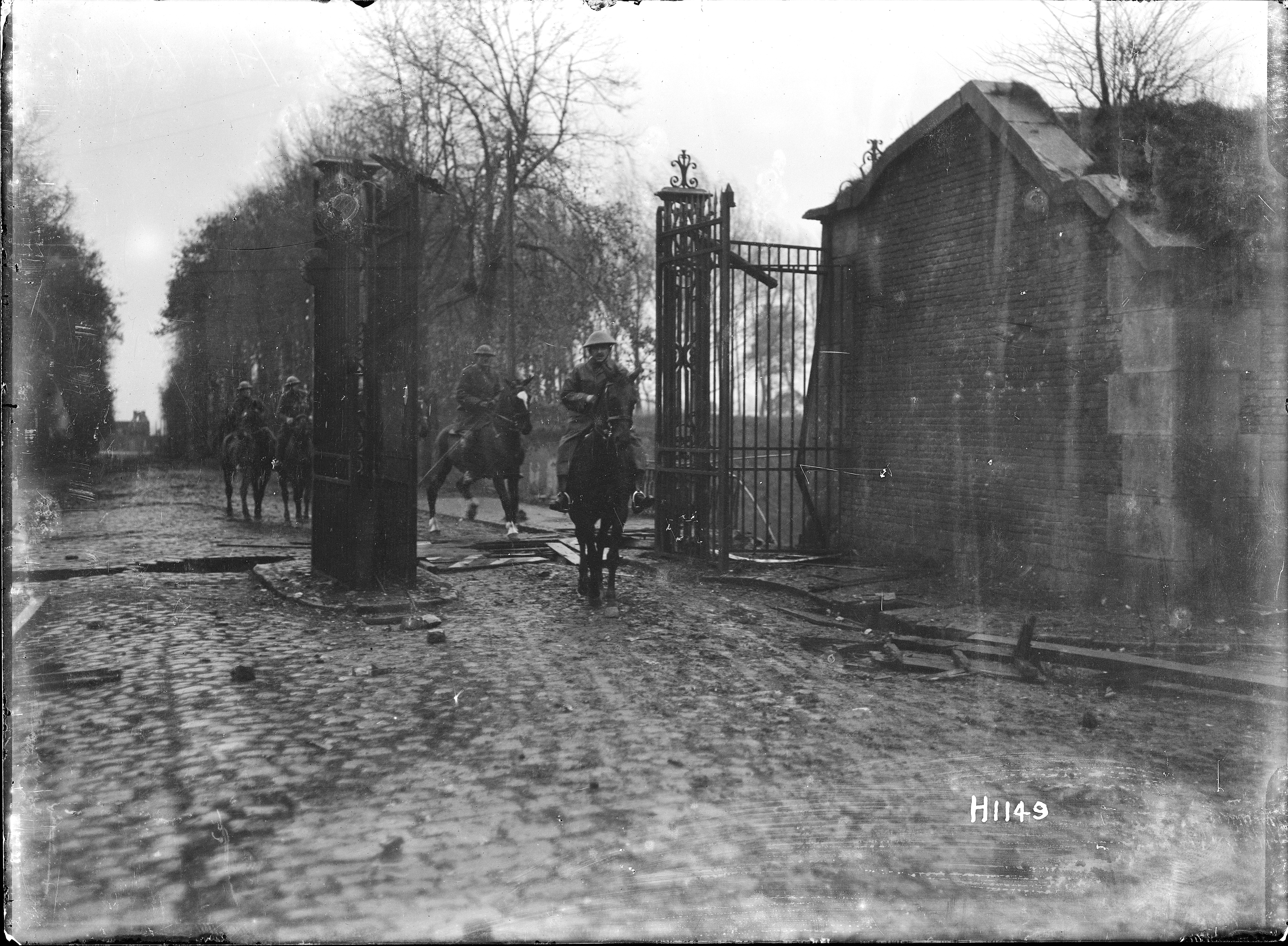
La nouvelle porte de Flamengrie durant la Première Guerre mondiale.

La place du Quesnoy est déclassée le 26 juin 1867, le rempart est percé à l'ancienne porte Flamengrie pour créer une nouvelle rue vers la gare. À la fin de la guerre franco-allemande de 1870, le général Séré de Rivières est chargé de renforcer la frontière française et pour ce faire il va créer des places fortes autour des villes composées d'ouvrage de fortification polygonale. Il décide de construire une place fortifiée à Valenciennes ainsi que des ouvrages pour défendre la forêt de Mormal, de ces ouvrages, seul le fort de Curgies est construit au sud de Valenciennes tandis que la place du Quesnoy est en parallèle reclassé en 1878 pour servir de fort d'arrêt.
Les fortifications sont réparées et des ajouts sont effectuées selon les méthodes du système Séré de Rivières :
- le bastion royal reçoit un casernement moderne similaire à celui des forts du système provoquant la destruction des deux tours médiévales restantes sur l'ancienne courtine derrière à la gorge du bastion ;
- sur le bastion du Gard deux traverses-abris avec plates-formes de tir sont ajoutées ;
- sur le bastion Vert une traverse-abri traversante est ajoutée de même que des abris à la gorge du bastion ;
- sur le bastion César une traverse-abri traversante est ajoutée,  une poudrière casematée est construite en 1882 à la gorge du bastion, remplaçant l'ancienne poudrière du XVIIe siècle, les deux casemates à embrasures de tir dans le flanc droit du bastion César sont probablement également rajoutées à cette époque ;
- sur l'ouvrage à cornes de Faurœulx, une traverse-abri est ajoutée dans le bastion gauche et une autre traversante dans le droit, un abri est également ajouté au souterrain de la poterne du flanc du bastion gauche ;
- en 1885, la porte de Valenciennes percée à travers une tour est démolie, le rempart est simplement percé en remplacement, les portes Faurœulx et de l'ouvrage à cornes sont également modifiées à cette époque, l'ancienne porte est supprimée, deux passages latéraux couverts sont percés pour la porte Faurœulx et un seul pour celle de l'ouvrage à cornes. Un abri est également ajouté à droite de l'ancienne porte Saint-Martin.

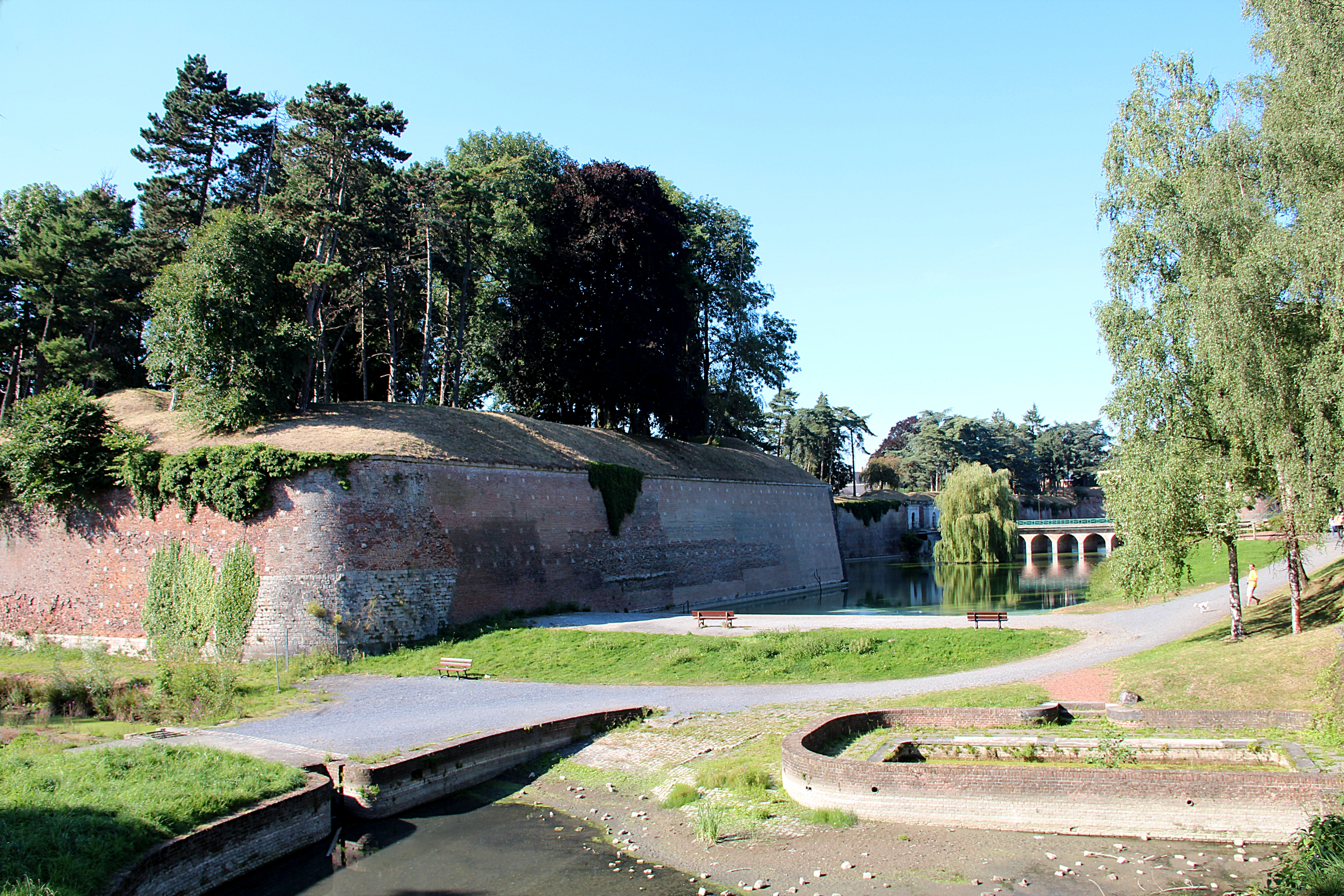
Bastion Vert.
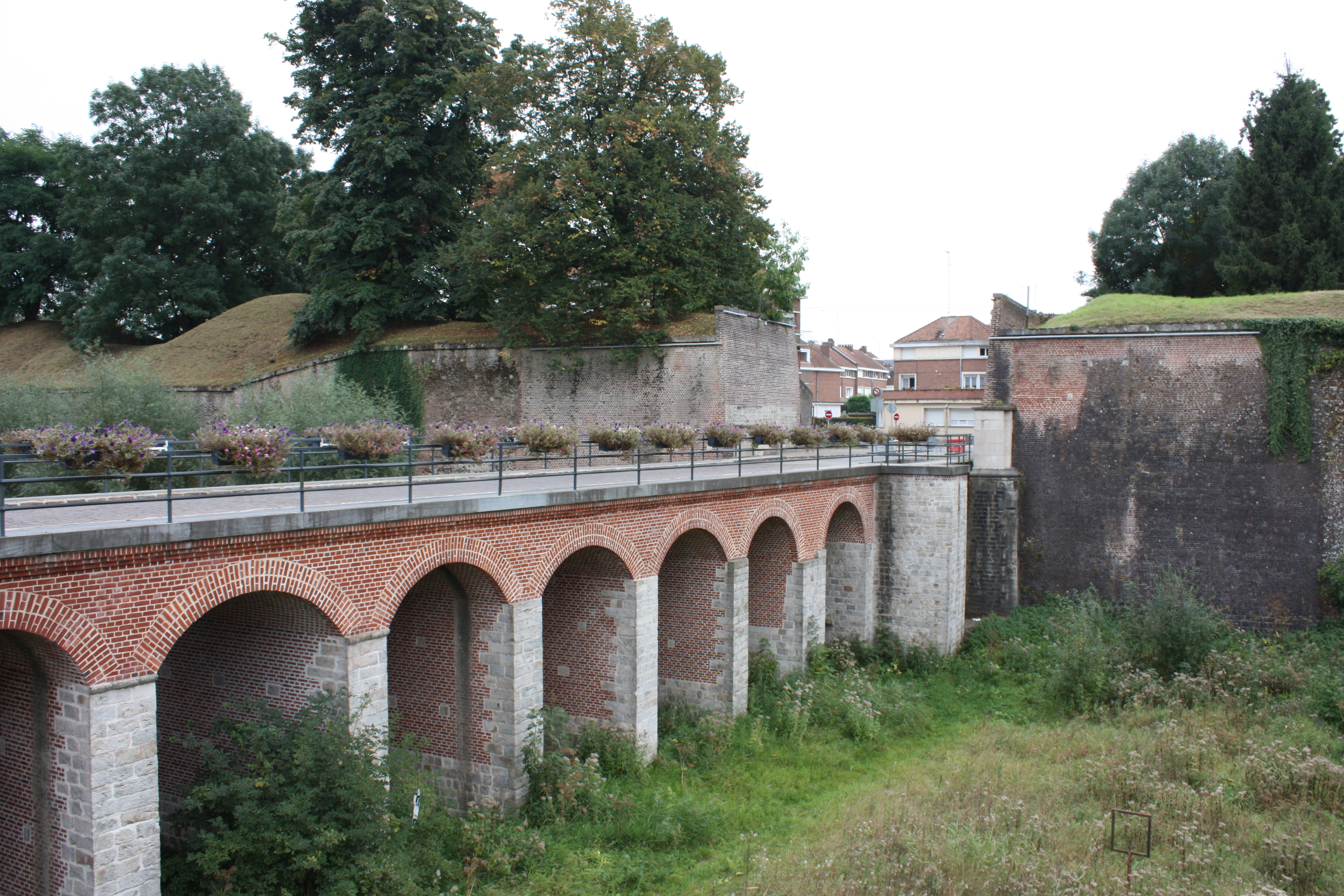
La porte de Valenciennes, vue extérieure.
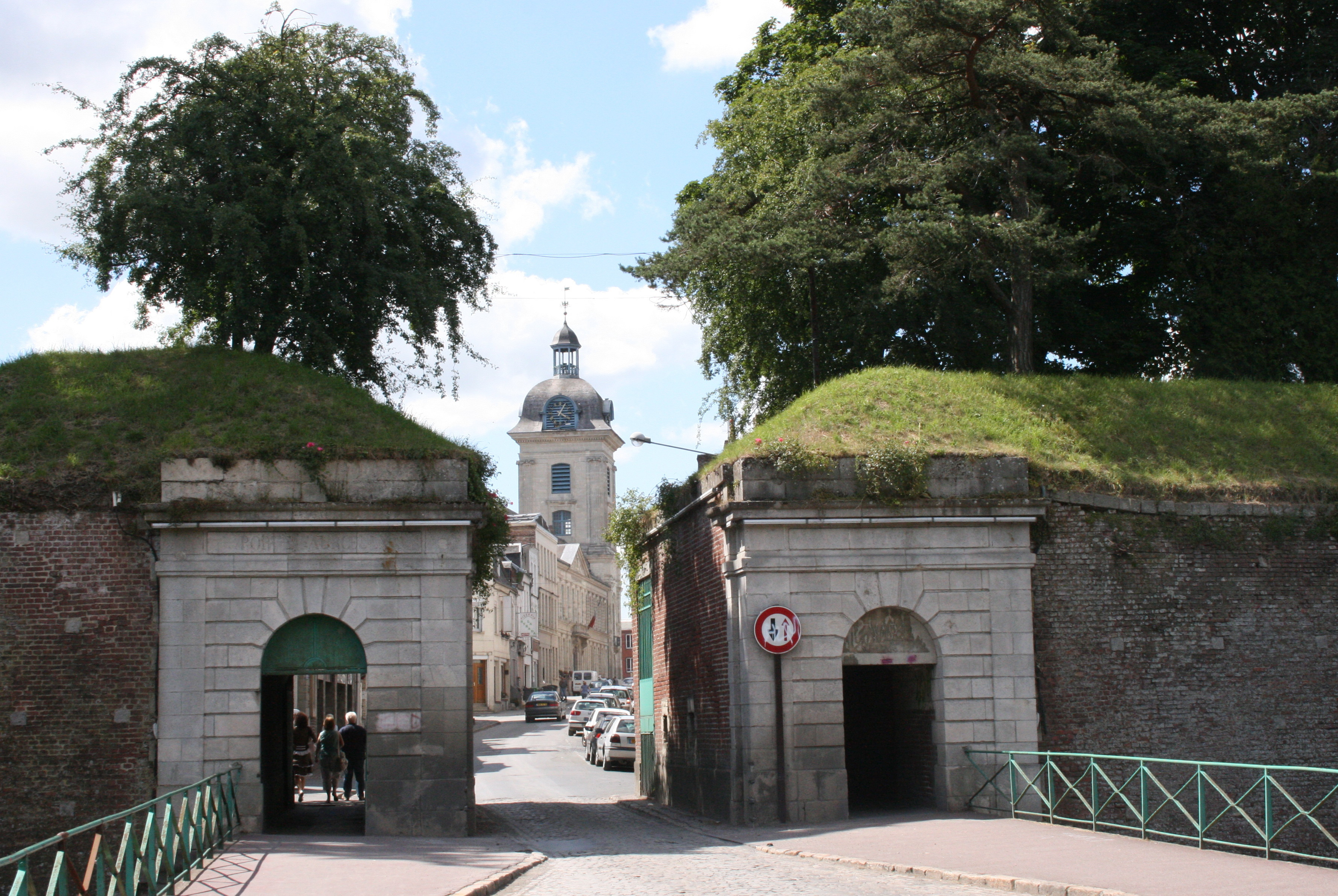
La porte Faurœulx, vue extérieure.
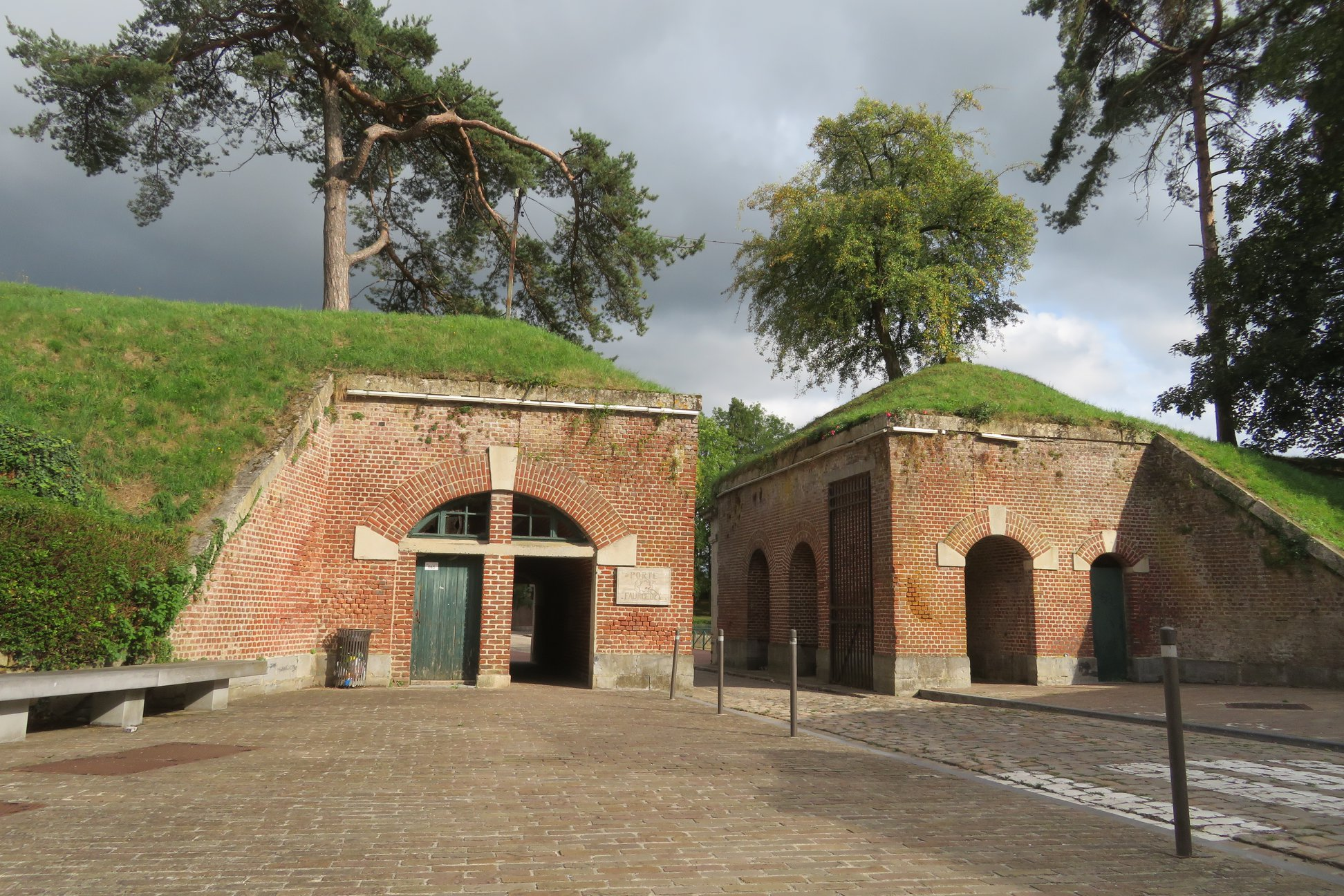
idem,  vue intérieure.
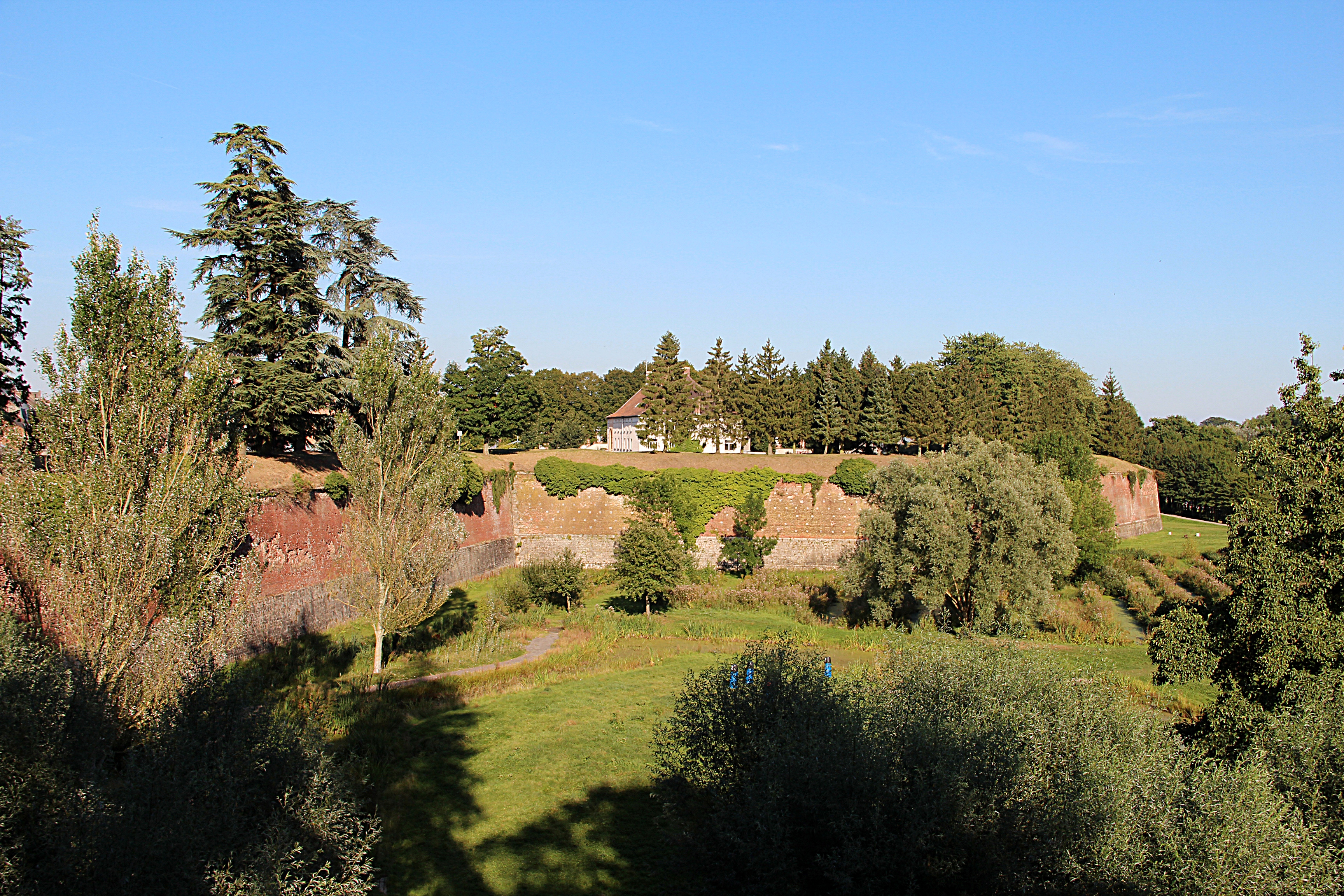
Bastion du Gard.

### Second et dernier déclassement
Cependant, le développement constant de l'artillerie au travers de la crise de l'obus-torpille au milieu des années 1880 va mener au déclassement des anciennes places bastionnées en partie modernisées à la fin des années 1800 tandis que les ouvrages Séré de Rivières, plus adaptables, vont être modernisés, la place est finalement déclassée le 6 juillet 1901.
À la suite du déclassement, la totalité de l'enceinte est préservée, le rempart à l'ancienne porte Saint-Martin est percé au cours des années 1930 permettant de mettre au jour la tour médiévale de l'ancienne porte. Par arrêté du 14 mars 1944, les remparts sont classés au titre des monuments historiques.